# اسس ۴۱۹۱
سیارک ۴۱۹۱ (به انگلیسی: 4191 Assesse، نامگذاری:1980KH) چهار هزار و صد و نود و یکمین سیارک کشف شده‌است که در ۲۲ مه ۱۹۸۰ کشف شد.
قدر مطلق سیارک برابر ۱۲٫۴۰ است.